# Espàrtoc I
Espàrtoc I o Espàrtac I (en llatí Spartocus o Spartacus, en grec antic Σπάρτοκος A') va ser un rei del Bòsfor Cimmeri.
Diodor de Sicília diu que cap a l'any 438 aC es va establir al regne una nova dinastia d'origen traci, amb Espàrtoc I que va substituir als arcanàctides que havien governat durant quaranta-dos anys. La capital es va establir a Panticapèon. Va regnar fins al 431 aC i el va succeir el que probablement era el seu fill Seleuc del Bòsfor.
Un segon rei de nom Espàrtoc podria haver regnat després de Seleuc, el 427 aC, ja que hi ha un període desconegut de vint anys.